# Dalums landskommun
Dalums landskommun var en tidigare kommun i dåvarande Älvsborgs län.

## Administrativ historik
Kommunen inrättades i Dalums socken i Redvägs härad i Västergötland när 1862 års kommunalförordningar trädde i kraft.
Vid kommunreformen 1952 uppgick landskommunen i Redvägs landskommun som upplöstes 1974 då denna del uppgick i Ulricehamns kommun.

## Politik

### Mandatfördelning i Dalums landskommun 1946
| 4 | 8 | 3 | 5 |

| 19 |